# يوشيوكي كونيشي
يوشيوكي كونيشي (باليابانية: 小西良幸؛ بالكانا: こにし よしゆき) هو مصمم أزياء ياباني، ولد في 9 أكتوبر 1950 في تسو في اليابان.